# Linia południkowa

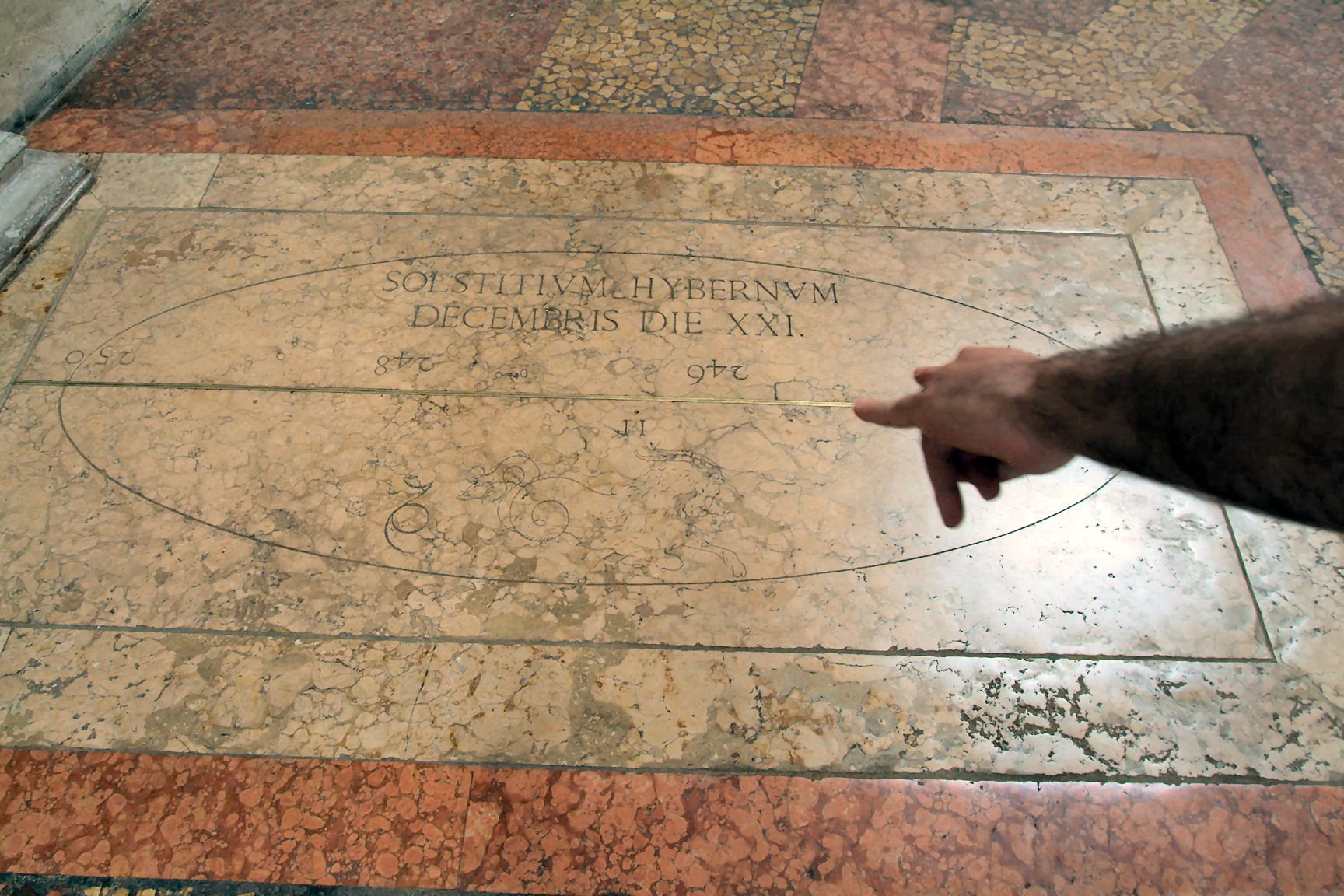
Fragment meridiany w kościele San Petronio w Bolonii

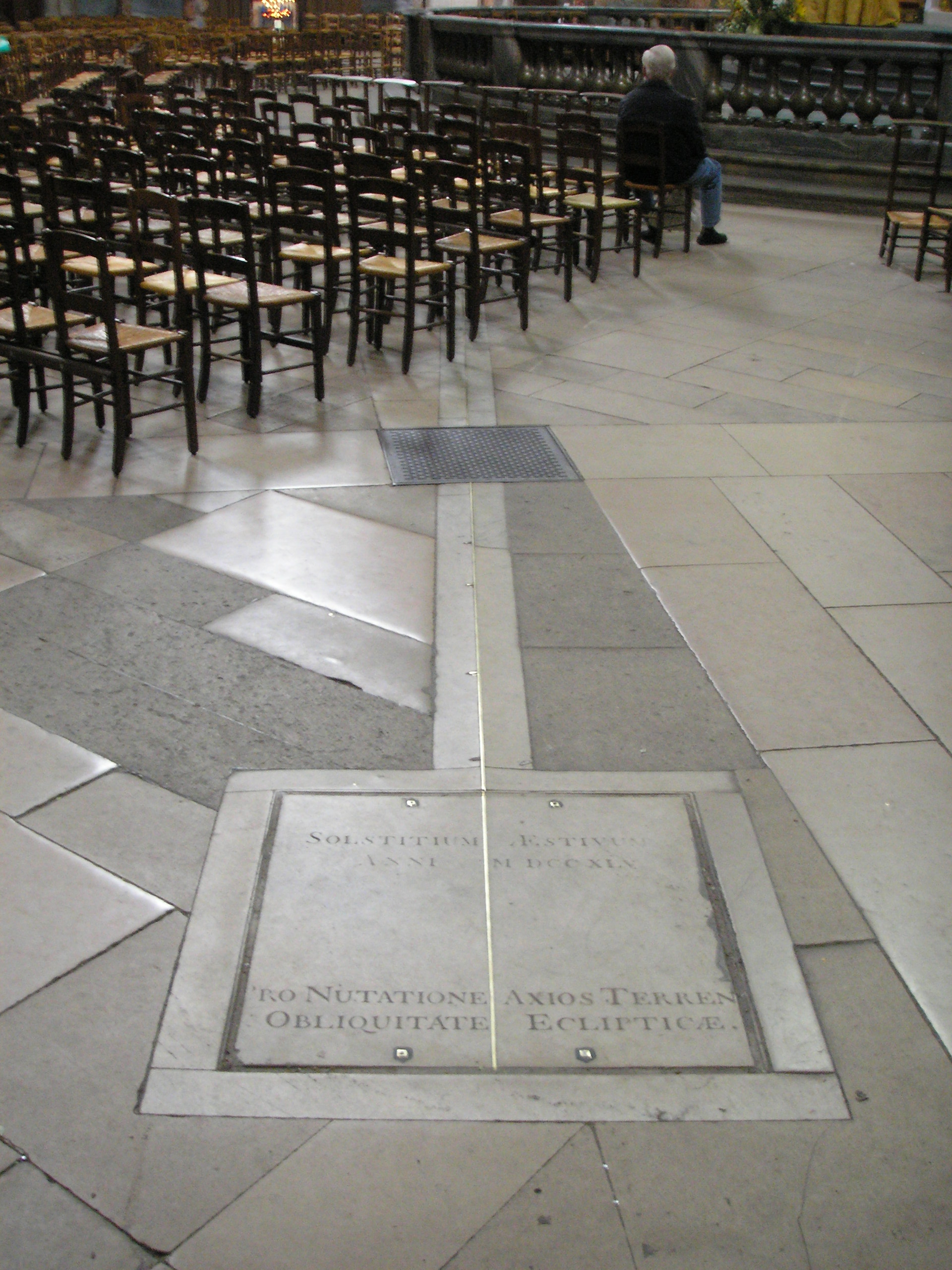
Linia południkowa w kościele w Paryżu

Linia południkowa (łac. meridiana) – dawny instrument astronomiczny, służący do pomiaru wysokości Słońca na niebie, a w ten sposób – do dokładnego określania czasu południa, czyli momentu, kiedy danego dnia Słońce znajduje się najwyżej na sferze niebieskiej.

## Budowa i działanie
Linia południkowa jest linią wyznaczoną na poziomym podłożu, na którą dokładnie w samo południe pada plamka światła słonecznego przechodzącego przez otwór nazywany gnomonem otworkowym. Linia południkowa jest zbudowana zawsze wewnątrz budynku – najczęściej wewnątrz wieży obserwatorium astronomicznego lub kościoła. Linia południkowa różni się od meridianu, usytuowanego na zewnątrz budynku, tym, iż na zewnątrz gnomonem jest pręt lub obelisk, a moment przejścia Słońca przez południk określa nie plamka słoneczna, lecz cień rzucany przez tenże gnomon. W tym przypadku wysokość Słońca na sferze niebieskiej wyznacza długość cienia rzucanego na południk (linię południkową).
Dokładność pomiaru zależała od długości linii oraz od wysokości, na jakiej został umiejscowiony otwór gnomonu. Im dłuższa linia i wyżej umiejscowiony otwór, tym pomiar był dokładniejszy. Także technika ułożenia linii oraz precyzja wykonania jej elementów miały tutaj decydujące znaczenie.
Linie południkowe były wówczas nie tylko bardzo precyzyjnymi przyrządami astronomicznymi, ale także dziełami sztuki architektonicznej, podziwianymi przez wszystkich, którzy mieli okazję je oglądać. Linię, która miała najczęściej kilkanaście, a nawet kilkadziesiąt metrów długości, wykładano najlepszymi gatunkami marmuru, a posadzkę wokół inkrustowano elementami z metalu wskazującymi znaki zodiaku oraz równonocy i przesileń (zimowego i letniego). Niekiedy, gdy pomieszczenie miało ograniczoną kubaturę, linia nie kończyła się przy ścianie, lecz wspinała na wysokość kilku metrów i była często zwieńczona inskrypcją.

## Historia wynalazku

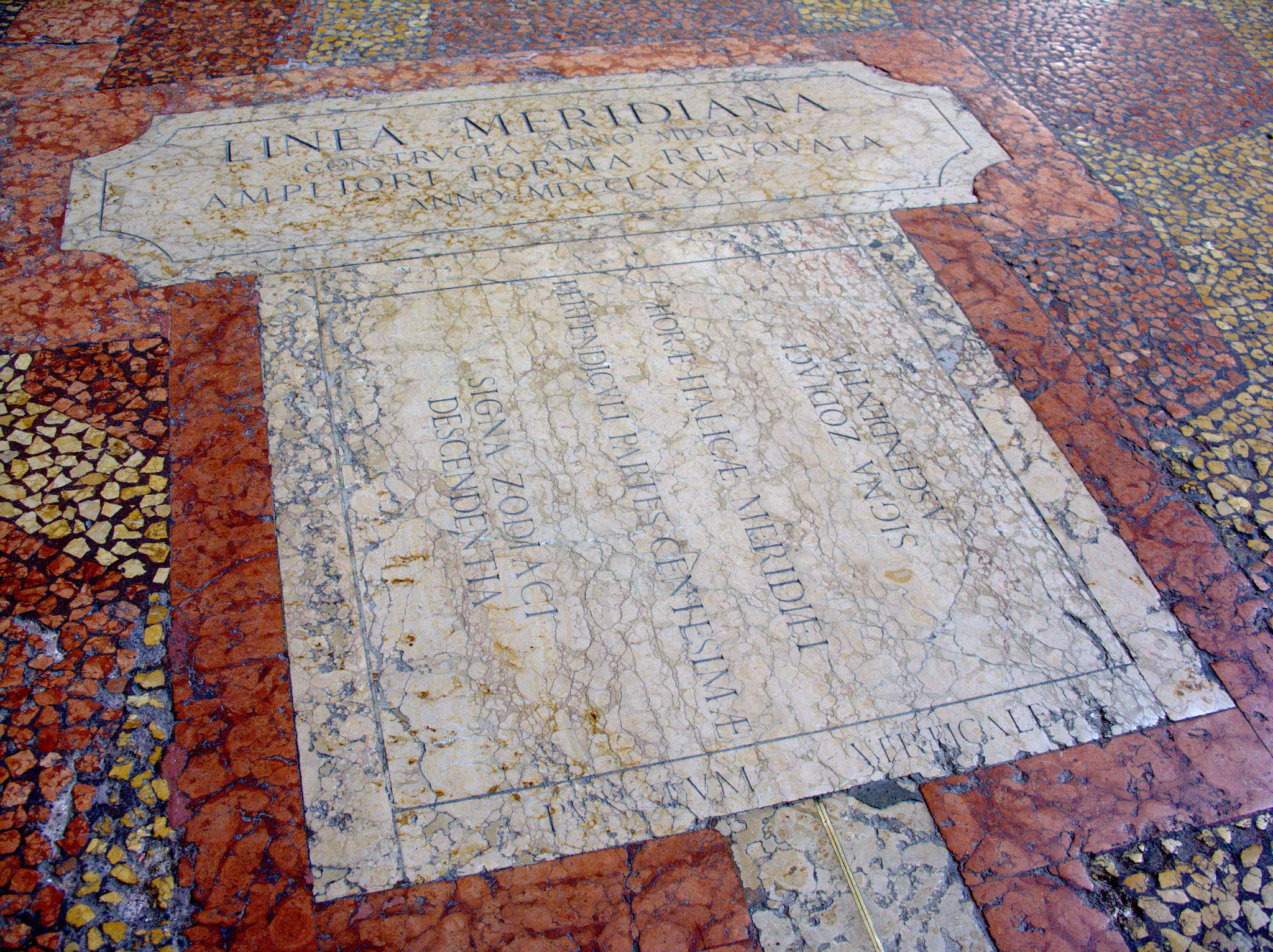
Inskrypcja na posadzce wyznaczająca początek linii południkowej

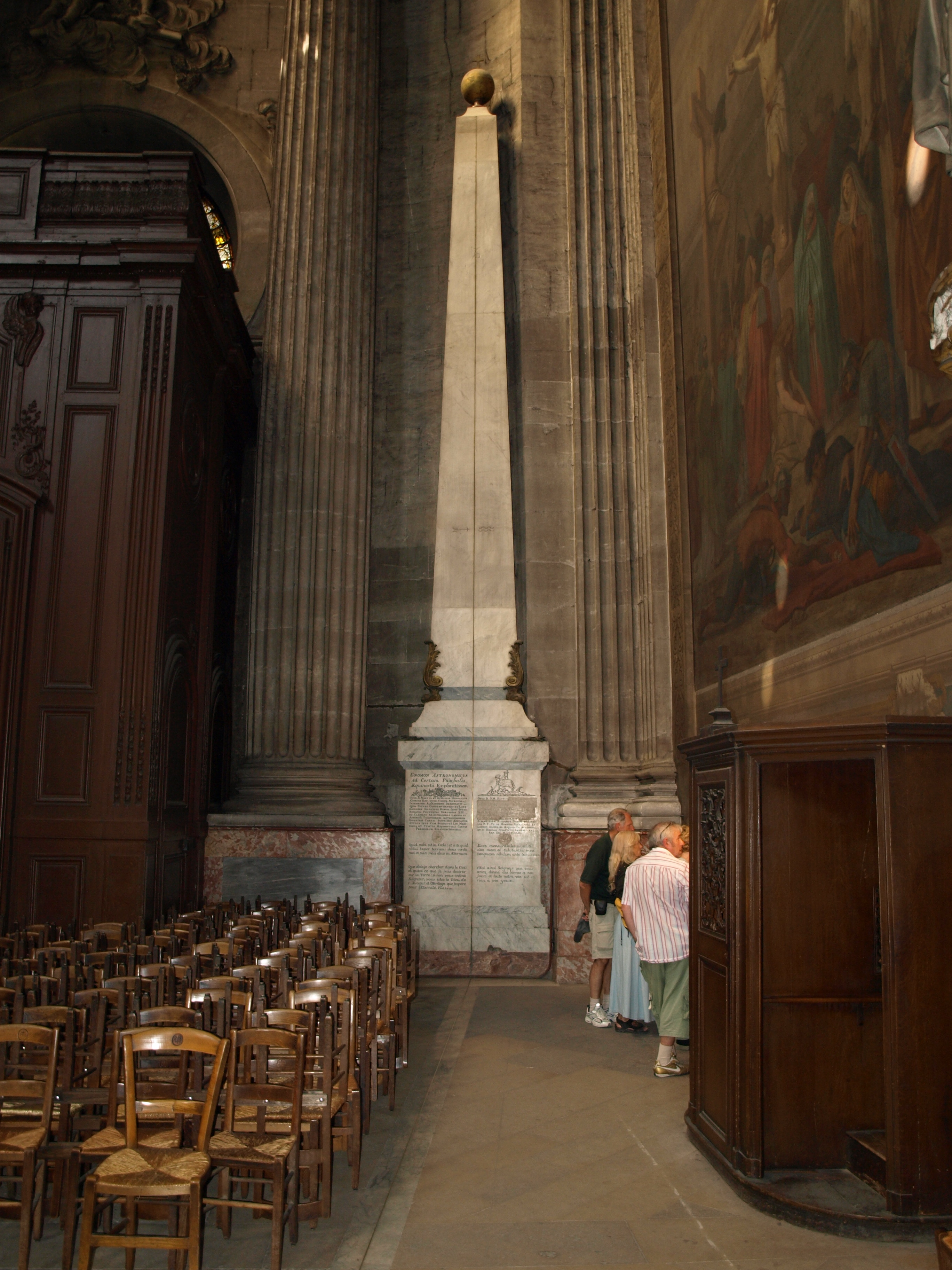
Linia pionowa, występująca jako ozdobne przedłużenie meridiany

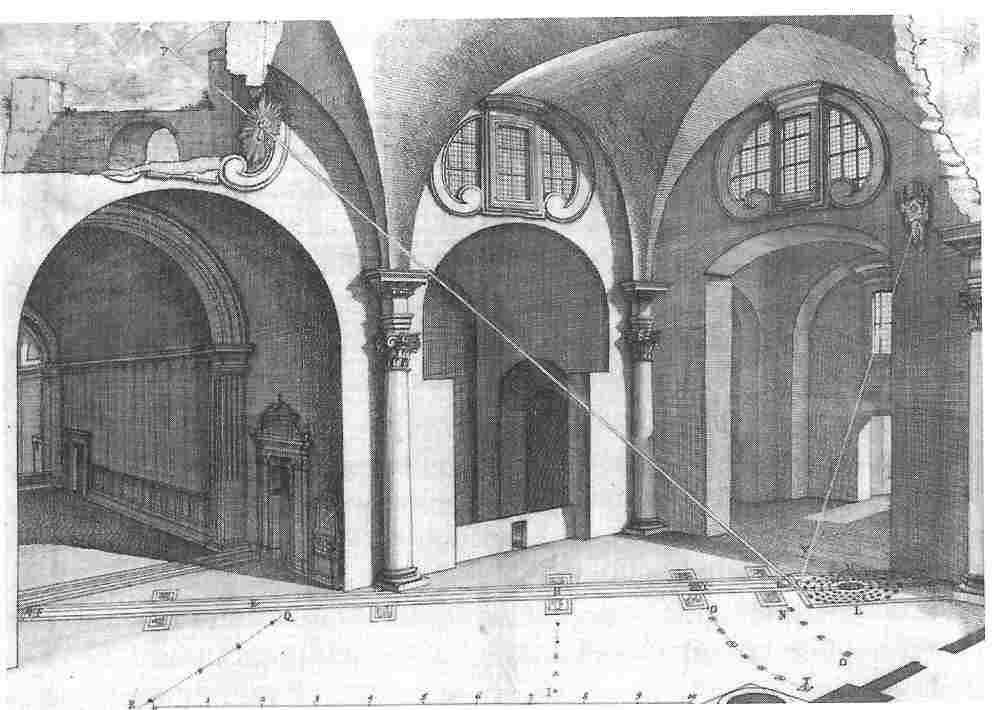
Grafika przedstawiająca działanie meridiany

Pomysł wyznaczania linii południkowych wywodzi się z Italii. To tam powstała pierwsza linia wykonana około 1475 roku w katedrze Santa Maria del Fiore przez Paola Toscanellego. Niestety do naszych czasów nie zachowała się oryginalna konstrukcja tej meridiany, lecz jedynie rozbudowana i udoskonalona wersja wykonana w 1755 roku przez Leonardo Ximenesa. Do najsławniejszych i najzdolniejszych konstruktorów meridian zalicza się dominikanina Ignazio Danti. Jego dziełem są meridiany w kościele San Petronio w Bolonii (1575) oraz w Obserwatorium Watykańskim, nazywanym Wieżą Wiatrów (1582). Wieża Wiatrów nazywana jest również Wieżą Gregoriańską, gdyż m.in. na podstawie obserwacji i obliczeń na znajdującej się tamże meridianie, papież Grzegorz XIII zadecydował o reformie kalendarza (od jego imienia nazwano go kalendarzem  gregoriańskim). W 1655 roku Gian Domenico Cassini wyznaczył w kościele San Petronio nowy południk. Meridiany posłużyły nie tylko do reformy kalendarza, ale również do reformy i rozwoju całej ówczesnej astronomii. Wiek XVIII przyniósł schyłek tego rodzaju instrumentom, gdyż wymyślono dokładniejszy sposób pomiarów, a instrumentem który zastąpił meridianę był kwadrant.
Do przeprowadzenia reformy kalendarza potrzebna była bardzo dokładna długość roku zwrotnikowego, czyli czasu od przejścia Słońca przez dany punkt, np. przesilenia zimowego, do następnego przejścia przez ten punkt. Według kalendarza juliańskiego rok zwrotnikowy wynosi 365,25 dni, a po dokonaniu obliczeń przy pomocy linii południkowej sprecyzowano wynik do 365,2422 dnia. Ta na pozór drobna różnica spowodowała narastanie błędu przez szesnaście stuleci, co doprowadziło do różnicy daty kalendarzowej równonocy wiosennej i terminu rzeczywistej równonocy astronomicznej. Różnica wynosiła 10 dni. Dla Kościoła katolickiego reforma była niezbędna, gdyż w kalendarzu liturgicznym Wielkanoc jako święto ruchome przypada w pierwszą niedzielę po pierwszej pełni księżyca po równonocy wiosennej.

## Meridiana w Polsce
Na terenie dzisiejszej Polski istnieje tylko jeden tego typu instrument astronomiczny. Znajduje się w Wieży Matematycznej, która wieńczy gmach Uniwersytetu Wrocławskiego. Twórcą był Longinus Anton Jungnitz (1764–1831), astronom i fizyk, założyciel uniwersyteckiego obserwatorium astronomicznego w 1791 roku. Linia ma 15,4 metra długości i jest ograniczona niewielką kubaturą pomieszczenia. Linia jednak nie kończy się przy ścianie wieży, lecz przechodzi w linię pionową o wysokości 2,3 m. Otwór gnomonu o średnicy 3,5 milimetra został wywiercony w mosiężnej płytce, która została zamontowana na wysokości 3,9 m nad poziomem podłogi. Wrocławska linia południkowa była jednym z najdokładniejszych instrumentów tego typu. Według współczesnych obliczeń podczas przesilenia zimowego południe według tej linii następuje o 10 sekund za wcześnie, a podczas przesilenia letniego o 5 sekund za późno. Dziś nie można już obserwować przechodzenia plamki słonecznej przez południk wieży wrocławskiej, ponieważ przy remoncie wieży zniszczonej podczas II wojny światowej nie odtworzono otworu gnomonu.